# Argithea
Argithea (in greco Αργιθέα?) è un comune della Grecia situato nella periferia della Tessaglia (unità periferica di Karditsa) con 2 488 abitanti secondo i dati del censimento 2001.
A seguito della riforma amministrativa detta Programma Callicrate in vigore dal gennaio 2011. che ha abolito le prefetture e accorpato numerosi comuni, la superficie del comune è passata da 372 a 373 km² e la popolazione da 2 627  a 2 488 abitanti
Il nome deriva dal Re Arghiteos che regnò tra il III e il II secolo avanti Cristo.